# La Ferté-Bernard
La Ferté-Bernard – miejscowość i gmina we Francji, w regionie Kraj Loary, w departamencie Sarthe.
Według danych na rok 1990 gminę zamieszkiwało 9355 osób, a gęstość zaludnienia wynosiła 625 osób/km² (wśród 1504 gmin Kraju Loary La Ferté-Bernard plasuje się na 37. miejscu pod względem liczby ludności, natomiast pod względem powierzchni na miejscu 776.).